# Isaan
Isaan (Isan of esarn) is de naam die vaak gebruikt wordt in Thailand om de noordoostelijke regio van Thailand aan te duiden. De noordelijke en oostelijke grenzen met Laos worden gevormd door de rivier de Mekong. De zuidelijke grens met Cambodja wordt gevormd door een laaggebergte. De zuidelijke en westelijke grens met de rest van Thailand wordt ook gevormd door een laaggebergte, de Phetchabunbergen. Een groot gedeelte van Isaan wordt gevormd door het Khorat Plateau.
Isaan is de armste regio van Thailand. Het gemiddelde maandsalaris ligt beneden de 3000 baht (ongeveer 80 euro) per maand. Landbouw is de belangrijkste economische activiteit in de regio, maar door de schrale grond en de natuurlijke omstandigheden op het plateau is de opbrengst van de landbouw lager dan in Centraal-Thailand.
De taal die het meest gesproken wordt in de regio, is het Isaan. Op de scholen wordt lesgegeven in het Thai en deze taal wordt dan ook door vrijwel iedereen gesproken. In het zuiden van de regio in de provincies grenzend aan Cambodja wordt ook het Khmer en lokale varianten daarvan gesproken. De mensen noemen zichzelf Kon Isaan en soms ook wel Kon Lao. Cultureel gezien is het grootste deel van de regio op Laos georiënteerd, maar de integratie in de moderne Thaise staat is over het algemeen succesvol.
Belangrijke aspecten van de cultuur van Isaan vormen de Mor lam muziek, Muay Thai boksen en de keuken van Isaan.

## Geografie
Isaan ligt grotendeels op het Khoratplateau dat zich uitstrekt van de Phetchabunbergen (waar verscheidene nationale parken liggen) in het westen tot de Mekong in het oosten. Het plateau kan grofweg onderverdeeld worden in twee vlaktes: de zuidelijke Khoratvlakte waar de waterafvoer geschiedt door de rivieren de Mun en de Chi en de noordelijke Sakhon Nakhonvlakte waar de waterafvoer geschiedt door de Loei en de Songkhram.
De Mekong vormt het grootste gedeelte van de grens tussen Thailand en Laos aan de noord- en oostkant van Isaan. Het zuiden van Isaan grenst voor het grootste gedeelte aan Cambodja, de afscheiding wordt hier gevormd door de Dongrekbergen.
Door de jaren heen hebben grote stukken bos plaats moeten maken voor akkervelden. Toch bevinden zich nog vele kleine stukjes bos tussen de akkervelden en dorpjes. Ook zijn de groene rijstvelden bezaaid met bomen. Hierdoor heeft deze regio een karakteristiek plattelandsaanzien.

### Klimaat
Het klimaat is over het algemeen droog en heet.
De gemiddelde temperatuur loopt van 19,6 °C tot 30,2 °C. De hoogste temperatuur, 43,8 °C, is gemeten in Udon Thani en de laagste temperatuur, 0,1 °C, in Loei.

## Geschiedenis
Historici gaan ervan uit dat de naam Isaan afstamt van het vroege koninkrijk Isana dat het gebied voor de 1e eeuw beheerst zou hebben. Hierna hadden achtereenvolgens Funan (circa 50-550) en Chenla (circa 550-800) de macht in handen, gevolgd door de Khmer die voornamelijk het zuidelijke gedeelte beheersten.
Hierna werd een groot gedeelte van Isaan tot aan de rivier de Mun onderdeel van het koninkrijk Lan Xang. Als gevolg hiervan zijn de mensen in dit gedeelte van Isaan cultureel gezien meer georiënteerd op Laos. Het gebied ten zuiden van de Mun heeft lang onder invloed van de Khmer gestaan. Veel inwoners hier spreken dan ook Khmerdialecten en zijn cultureel op Cambodja georiënteerd. Het gebied rondom de provincie Nakhon Ratchasima (Korat) was al vroeg in handen van het koninkrijk Ayutthaya.
De Thais veroverden de gebieden in Isaan pas na het uiteenvallen van het koninkrijk Lan Xang in 1707, maar lieten de gebieden grotendeels onafhankelijk met lokale heersers. Pas in de late 19e eeuw trokken de Siamese koningen het gebied strikter onder het lokale bestuur in Bangkok, dit kwam mede door druk van de Fransen die het gebied bij hun bezittingen in Frans Indochina wilden voegen met als argument dat de inwoners Lao waren en niet Thai.
In veel provincies langs de Mekong wonen ook veel Vietnamezen die gevlucht zijn tijdens en na de Vietnamoorlog, ook Hồ Chí Minh heeft een tijdlang in Isaan gewoond.

## Discriminatie
Mensen uit Isaan worden in het moderne Thailand nog steeds achtergesteld bij de bewoners uit andere delen van het land, vaak worden ze in Bangkok ronduit gediscrimineerd. De mensen uit Isaan hebben vaak een relatief donkere huidskleur en zijn kleiner in vergelijking met de rest van de Thai. Isaan is tevens de armste regio van Thailand, meer dan 30% van de bevolking woont hier, maar slechts een klein gedeelte van de overheidsbestedingen gaat naar dit gebied toe.

## Cultuur

### Keuken van Isaan
Behalve een eigen taal hebben de Kon Isaan ook hun eigen keuken, die afwijkt van de Thaise keuken en Laotiaanse keuken. Het eten wordt vooral gekenmerkt door het gebruik van veel chilipepers en kleefrijst in plaats van gewone rijst. Het gerecht Som Tam (Papaja salade) met Kai Yang (gemarineerde en geroosterde kip) of het gerecht Nam Tok (een rundvleesgerecht bereid met geroosterde gemalen kleefrijst en geserveerd met chilipepers en kruizemunt) tezamen met Kao Niauw (kleefrijst) is een in heel Thailand populair voorbeeld hiervan. Er wordt in de keuken van Isaan niets weggegooid, er wordt weleens gezegd dat alles wat groeit (plant en dier) en geen 2 benen (mens) heeft, gegeten wordt. Dit kan voor een argeloze bezoeker nog weleens verrassingen opleveren. Ook heeft men in deze regio zijn eigen muziekstijlen waarvan de Mor lam ook in andere delen van Thailand populair is.